# Raspberry Pi
Raspberry Pi (RPi) je mikroračunalnik v velikosti kreditne kartice, ki so ga razvili v Združenem Kraljestvu, za Raspberry Pi Fundacijo, ki spodbuja poučevanja osnov računalništva v šolah in v državah v razvoju. Izvirni model je postal precej bolj priljubljen, kot so pričakovali,  prodajali so ga tudi za namene, ki jih niso pričakovali. Obstajajo tudi kompleti, ki vključujejo dodatke, kot so miška, tipkovnica in kabli.
Glede na Raspberry Pi Fundacijo so prodali več kot 10 milijonov Raspberry Pi do aprila 2016, zaradi česar je najbolje prodajani Britanski računalnik.

## Pregled
Obstaja več generacij računalnika Raspbery Pi. Prva generacija (Raspberry Pi 1 model B)  je izšla v februarju 2012. Sledil je enostavnejši in cenovno ugoden model model A. V letu 2014, je fundacija izdala računalnik z izboljšano zasnovo v Raspberry Pi 1 model B+.  Raspberry Pi računalniški modul  je izšel v aprilu 2014. Raspberry Pi Zero z manjšo velikost in z manj vhodno/izhodnih (GPIO) priključkov, ki je bil izdan v novembru leta 2015 za $5. Pri Raspberry Pi 2 so dodali več RAM-a je in bil izdan februarja 2015. Raspberry Pi 3 Model B, ki so ga izdali v februarju leta 2016 ima vgrajen WiFi in Bluetooth. Najnovejši računalnik je Raspberry Pi Zero W z vgrajenim WiFi in Bluetooth. Izšel je 28. februarja 2017 in stane $10.

### Omrežja
Model A, A+ in Pi Zero nimajo Ethernet priključka in so z omrežjem povezani z uporabo zunanjega priključka USB. Modela B and B+  imata Ethernet vmesnik na čipu LAN9514. Raspberry Pi 3 in Raspberry Pi Zero W sta opremljena z 2,4 GHz WiFi 802.11n (150 Mbit/s) in Bluetooth 4.1 (24 Mbit/s) poleg 10/100 Ethernet vmesnika.

### Specifikacije
| Tip                         | Model A | Model A | Model B | Model B | Model B | Model B | Model B | Compute Module* | Compute Module* | Compute Module* | Zero | Zero | Zero |
| --------------------------- | --- | --- | --- | --- | --- | --- | --- | --- | --- | --- | --- | --- | --- |
| Generacija                  | 1 | 1 + | 1 | 1 + | 2 | 2 ver 1.2 | 3 | 1 | 3 | 3 lite | PCB ver 1.2 | PCB ver 1.3 | W (Wireless) |
| Datum izdaje                | Februar 2013 | November 2014 | April–Junij 2012 | Julij 2014 | Februar 2015 | Oktober 2016 | Februar 2016 | April 2014 | Januar 2017 | Januar 2017 | November 2015 | Mak 2016 | 28 Februar 2017 |
| Cena                        | US$25 | US$20 | US$35 | US$25 | US$35 | US$35 | US$35 | US$30 (v paketih po 100) | $30 | $25 | US$5 | US$5 | US$10 |
| Arhitektura                 | ARMv6Z (32-bit) | ARMv6Z (32-bit) | ARMv6Z (32-bit) | ARMv6Z (32-bit) | ARMv7-A (32-bit) | ARMv8-A (64/32-bit) | ARMv8-A (64/32-bit) | ARMv6Z (32-bit) | ARMv8-A (64/32-bit) | ARMv8-A (64/32-bit) | ARMv6Z (32-bit) | ARMv6Z (32-bit) | ARMv6Z (32-bit) |
| SoC                         | Broadcom BCM2835 | Broadcom BCM2835 | Broadcom BCM2835 | Broadcom BCM2835 | Broadcom BCM2836 | Broadcom BCM2837 | Broadcom BCM2837 | Broadcom BCM2835 | Broadcom BCM2837 | Broadcom BCM2837 | Broadcom BCM2835 | Broadcom BCM2835 | Broadcom BCM2835 |
| CPU                         | 700 MHz single-core ARM1176JZF-S | 700 MHz single-core ARM1176JZF-S | 700 MHz single-core ARM1176JZF-S | 700 MHz single-core ARM1176JZF-S | 900 MHz 32-bit quad-core ARM Cortex-A7 | 900 MHz 64-bit quad-core ARM Cortex-A53 | 1.2 GHz 64-bit quad-core ARM Cortex-A53 | 700 MHz single-core ARM1176JZF-S | 1.2 GHz 64-bit quad-core ARM Cortex-A53 | 1.2 GHz 64-bit quad-core ARM Cortex-A53 | 1 GHz single-core ARM1176JZF-S | 1 GHz single-core ARM1176JZF-S | 1 GHz single-core ARM1176JZF-S |
| GPU                         | Broadcom VideoCore IV @ 250 MHz (BCM2837: 3D part of GPU @ 300 MHz, video part of GPU @ 400 MHz) OpenGL ES 2.0 (BCM2835, BCM2836: 24 GFLOPS / BCM2837: 28.8 GFLOPS) MPEG-2 and VC-1 (with license), 1080p30 H.264/MPEG-4 AVC high-profile decoder and encoder (BCM2837: 1080p60) | Broadcom VideoCore IV @ 250 MHz (BCM2837: 3D part of GPU @ 300 MHz, video part of GPU @ 400 MHz) OpenGL ES 2.0 (BCM2835, BCM2836: 24 GFLOPS / BCM2837: 28.8 GFLOPS) MPEG-2 and VC-1 (with license), 1080p30 H.264/MPEG-4 AVC high-profile decoder and encoder (BCM2837: 1080p60) | Broadcom VideoCore IV @ 250 MHz (BCM2837: 3D part of GPU @ 300 MHz, video part of GPU @ 400 MHz) OpenGL ES 2.0 (BCM2835, BCM2836: 24 GFLOPS / BCM2837: 28.8 GFLOPS) MPEG-2 and VC-1 (with license), 1080p30 H.264/MPEG-4 AVC high-profile decoder and encoder (BCM2837: 1080p60) | Broadcom VideoCore IV @ 250 MHz (BCM2837: 3D part of GPU @ 300 MHz, video part of GPU @ 400 MHz) OpenGL ES 2.0 (BCM2835, BCM2836: 24 GFLOPS / BCM2837: 28.8 GFLOPS) MPEG-2 and VC-1 (with license), 1080p30 H.264/MPEG-4 AVC high-profile decoder and encoder (BCM2837: 1080p60) | Broadcom VideoCore IV @ 250 MHz (BCM2837: 3D part of GPU @ 300 MHz, video part of GPU @ 400 MHz) OpenGL ES 2.0 (BCM2835, BCM2836: 24 GFLOPS / BCM2837: 28.8 GFLOPS) MPEG-2 and VC-1 (with license), 1080p30 H.264/MPEG-4 AVC high-profile decoder and encoder (BCM2837: 1080p60) | Broadcom VideoCore IV @ 250 MHz (BCM2837: 3D part of GPU @ 300 MHz, video part of GPU @ 400 MHz) OpenGL ES 2.0 (BCM2835, BCM2836: 24 GFLOPS / BCM2837: 28.8 GFLOPS) MPEG-2 and VC-1 (with license), 1080p30 H.264/MPEG-4 AVC high-profile decoder and encoder (BCM2837: 1080p60) | Broadcom VideoCore IV @ 250 MHz (BCM2837: 3D part of GPU @ 300 MHz, video part of GPU @ 400 MHz) OpenGL ES 2.0 (BCM2835, BCM2836: 24 GFLOPS / BCM2837: 28.8 GFLOPS) MPEG-2 and VC-1 (with license), 1080p30 H.264/MPEG-4 AVC high-profile decoder and encoder (BCM2837: 1080p60) | Broadcom VideoCore IV @ 250 MHz (BCM2837: 3D part of GPU @ 300 MHz, video part of GPU @ 400 MHz) OpenGL ES 2.0 (BCM2835, BCM2836: 24 GFLOPS / BCM2837: 28.8 GFLOPS) MPEG-2 and VC-1 (with license), 1080p30 H.264/MPEG-4 AVC high-profile decoder and encoder (BCM2837: 1080p60) | Broadcom VideoCore IV @ 250 MHz (BCM2837: 3D part of GPU @ 300 MHz, video part of GPU @ 400 MHz) OpenGL ES 2.0 (BCM2835, BCM2836: 24 GFLOPS / BCM2837: 28.8 GFLOPS) MPEG-2 and VC-1 (with license), 1080p30 H.264/MPEG-4 AVC high-profile decoder and encoder (BCM2837: 1080p60) | Broadcom VideoCore IV @ 250 MHz (BCM2837: 3D part of GPU @ 300 MHz, video part of GPU @ 400 MHz) OpenGL ES 2.0 (BCM2835, BCM2836: 24 GFLOPS / BCM2837: 28.8 GFLOPS) MPEG-2 and VC-1 (with license), 1080p30 H.264/MPEG-4 AVC high-profile decoder and encoder (BCM2837: 1080p60) | Broadcom VideoCore IV @ 250 MHz (BCM2837: 3D part of GPU @ 300 MHz, video part of GPU @ 400 MHz) OpenGL ES 2.0 (BCM2835, BCM2836: 24 GFLOPS / BCM2837: 28.8 GFLOPS) MPEG-2 and VC-1 (with license), 1080p30 H.264/MPEG-4 AVC high-profile decoder and encoder (BCM2837: 1080p60) | Broadcom VideoCore IV @ 250 MHz (BCM2837: 3D part of GPU @ 300 MHz, video part of GPU @ 400 MHz) OpenGL ES 2.0 (BCM2835, BCM2836: 24 GFLOPS / BCM2837: 28.8 GFLOPS) MPEG-2 and VC-1 (with license), 1080p30 H.264/MPEG-4 AVC high-profile decoder and encoder (BCM2837: 1080p60) | Broadcom VideoCore IV @ 250 MHz (BCM2837: 3D part of GPU @ 300 MHz, video part of GPU @ 400 MHz) OpenGL ES 2.0 (BCM2835, BCM2836: 24 GFLOPS / BCM2837: 28.8 GFLOPS) MPEG-2 and VC-1 (with license), 1080p30 H.264/MPEG-4 AVC high-profile decoder and encoder (BCM2837: 1080p60) |
| Pomnilnik (SDRAM)           | 256 MB (deljeno s GPU) | 512 MB (deljeno s GPU) od 4. maja 2016. Starejši računalniki imajo 256 MB (deljeno s GPU) | 512 MB (deljeno s GPU) od 4. maja 2016. Starejši računalniki imajo 256 MB (deljeno s GPU) | 512 MB (deljeno s GPU) od 4. maja 2016. Starejši računalniki imajo 256 MB (deljeno s GPU) | 1 GB (deljeno s GPU) | 1 GB (deljeno s GPU) | 1 GB (deljeno s GPU) | 512 MB (deljeno s GPU) | 1 GB (deljeno s GPU) | 1 GB (deljeno s GPU) | 512 MB (deljeno s GPU) | 512 MB (deljeno s GPU) | 512 MB (deljeno s GPU) |
| USB 2.0 priključki          | 1 | 1 | 2) | 4 | 4 | 4 | 4 | 1 | 1 | 1 | 1 Micro-USB | 1 Micro-USB | 1 Micro-USB |
| Video vhod                  | 15-pin MIPI camera interface (CSI) connector, za Raspberry Pi camera ali Raspberry Pi NoIR camera | 15-pin MIPI camera interface (CSI) connector, za Raspberry Pi camera ali Raspberry Pi NoIR camera | 15-pin MIPI camera interface (CSI) connector, za Raspberry Pi camera ali Raspberry Pi NoIR camera | 15-pin MIPI camera interface (CSI) connector, za Raspberry Pi camera ali Raspberry Pi NoIR camera | 15-pin MIPI camera interface (CSI) connector, za Raspberry Pi camera ali Raspberry Pi NoIR camera | 15-pin MIPI camera interface (CSI) connector, za Raspberry Pi camera ali Raspberry Pi NoIR camera | 15-pin MIPI camera interface (CSI) connector, za Raspberry Pi camera ali Raspberry Pi NoIR camera | 2× MIPI CSI | 2× MIPI CSI | 2× MIPI CSI | Brez | MIPI CSI (rev 1.3) | MIPI CSI |
| Video izhodi                | HDMI (rev 1.3) composite video (RCA jack), MIPI display interface (DSI) for raw LCD panels | HDMI (rev 1.3), composite video (3.5 mm TRRS jack), MIPI display interface (DSI) for raw LCD panels | HDMI (rev 1.3), composite video (RCA jack), MIPI display interface (DSI) for raw LCD panels | HDMI (rev 1.3), composite video (3.5 mm TRRS jack), MIPI display interface (DSI) for raw LCD panels | HDMI (rev 1.3), composite video (3.5 mm TRRS jack), MIPI display interface (DSI) for raw LCD panels | HDMI (rev 1.3), composite video (3.5 mm TRRS jack), MIPI display interface (DSI) for raw LCD panels | HDMI (rev 1.3), composite video (3.5 mm TRRS jack), MIPI display interface (DSI) for raw LCD panels | HDMI, 2× MIPI display interface (DSI) for raw LCD panels, composite video | HDMI, 2× MIPI display interface (DSI) for raw LCD panels, composite video | HDMI, 2× MIPI display interface (DSI) for raw LCD panels, composite video | Mini-HDMI, 1080p60, composite video via marked points on PCB for optional header pins | Mini-HDMI, 1080p60, composite video via marked points on PCB for optional header pins | Mini-HDMI, 1080p60, composite video via marked points on PCB for optional header pins |
| Audio vhodi                 | As of revision 2 boards via I²S | As of revision 2 boards via I²S | As of revision 2 boards via I²S | As of revision 2 boards via I²S | As of revision 2 boards via I²S | As of revision 2 boards via I²S | As of revision 2 boards via I²S | As of revision 2 boards via I²S | As of revision 2 boards via I²S | As of revision 2 boards via I²S | As of revision 2 boards via I²S | As of revision 2 boards via I²S | As of revision 2 boards via I²S |
| Audio izhodi                | Analog via 3.5 mm phone jack; digital via HDMI and, as of revision 2 boards, I²S | Analog via 3.5 mm phone jack; digital via HDMI and, as of revision 2 boards, I²S | Analog via 3.5 mm phone jack; digital via HDMI and, as of revision 2 boards, I²S | Analog via 3.5 mm phone jack; digital via HDMI and, as of revision 2 boards, I²S | Analog via 3.5 mm phone jack; digital via HDMI and, as of revision 2 boards, I²S | Analog via 3.5 mm phone jack; digital via HDMI and, as of revision 2 boards, I²S | Analog via 3.5 mm phone jack; digital via HDMI and, as of revision 2 boards, I²S | Analog, HDMI, I²S | Analog, HDMI, I²S | Analog, HDMI, I²S | Mini-HDMI, stereo audio through PWM on GPIO | Mini-HDMI, stereo audio through PWM on GPIO | Mini-HDMI, stereo audio through PWM on GPIO |
| Vgrajeni pomnilnik          | SD, MMC, SDIO card slot (3.3 V with card power only) | MicroSDHC slot | SD, MMC, SDIO card slot | MicroSDHC slot | MicroSDHC slot | MicroSDHC slot | MicroSDHC slot, USB Boot Mode | 4 GB eMMC flash memory chip | 4 GB eMMC flash memory chip | MicroSDHC | MicroSDHC | MicroSDHC | MicroSDHC |
| Vgrajeni omrežni priključek | None | None | 10/100 Mbit/s Ethernet (8P8C) USB adapter on the USB hub | 10/100 Mbit/s Ethernet (8P8C) USB adapter on the USB hub | 10/100 Mbit/s Ethernet (8P8C) USB adapter on the USB hub | 10/100 Mbit/s Ethernet (8P8C) USB adapter on the USB hub | 10/100 Mbit/s Ethernet, 802.11n wireless, Bluetooth 4.1 | None | None | None | None | None | 802.11n wireless, Bluetooth 4.1 |
| Perferije                   | 8× GPIO plus the following, which can also be used as GPIO: UART, I²C bus, SPI bus with two chip selects, I²S audio +3.3 V, +5 V, ground | 17× GPIO plus the same specific functions, and HAT ID bus | 8× GPIO plus the following, which can also be used as GPIO: UART, I²C bus, SPI bus with two chip selects, I²S audio +3.3 V, +5 V, ground. An additional 4× GPIO are available on the P5 pad if the user is willing to make solder connections                                    | 17× GPIO plus the same specific functions, and HAT ID bus | 17× GPIO plus the same specific functions, and HAT ID bus | 17× GPIO plus the same specific functions, and HAT ID bus | 17× GPIO plus the same specific functions, and HAT ID bus | 46× GPIO, some of which can be used for specific functions including I²C, SPI, UART, PCM, PWM | 46× GPIO, some of which can be used for specific functions including I²C, SPI, UART, PCM, PWM | 46× GPIO, some of which can be used for specific functions including I²C, SPI, UART, PCM, PWM | 40× GPIO ("unpopulated header") | 40× GPIO ("unpopulated header") | 40× GPIO ("unpopulated header") |
| Poraba energije             | 300 mA (1.5 W) | 200 mA (1 W) | 700 mA (3.5 W) | 600 mA (3.0 W) | 800 mA (4.0 W) | 800 mA (4.0 W) | 800 mA (4.0 W) | 200 mA (1 W) | 700mA (3.5 W) | 700mA (3.5 W) | 700mA (3.5 W) | ~160 mA (0.8 W) | |
| Vir energije                | 5 V via MicroUSB or GPIO header | 5 V via MicroUSB or GPIO header | 5 V via MicroUSB or GPIO header | 5 V via MicroUSB or GPIO header | 5 V via MicroUSB or GPIO header | 5 V via MicroUSB or GPIO header | 5 V via MicroUSB or GPIO header | 5 V via MicroUSB or GPIO header | 5 V via MicroUSB or GPIO header | 5 V via MicroUSB or GPIO header | 5 V via MicroUSB or GPIO header | 5 V via MicroUSB or GPIO header | 5 V via MicroUSB or GPIO header |
| Velikost                    | 8.560 mm × 565 mm (337,0 in × 22,2 in), not including protruding connectors | 65 mm × 565 mm × 10 mm (2,56 in × 22,24 in × 0,39 in), same as HAT board | 8.560 mm × 565 mm (337,0 in × 22,2 in), not including protruding connectors | 8.560 mm × 565 mm (337,0 in × 22,2 in), not including protruding connectors | 8.560 mm × 565 mm (337,0 in × 22,2 in), not including protruding connectors | 8.560 mm × 565 mm (337,0 in × 22,2 in), not including protruding connectors | 8.560 mm × 565 mm × 17 mm (337,01 in × 22,24 in × 0,67 in) | 676 mm × 30 mm (26,6 in × 1,2 in) | 676 mm × 31 mm (26,6 in × 1,2 in) | 676 mm × 31 mm (26,6 in × 1,2 in) | 676 mm × 31 mm (26,6 in × 1,2 in) | 65 mm × 30 mm × 5 mm (2,56 in × 1,18 in × 0,20 in) | |
| Teža                        | 31 g (1,1 oz) | 23 g (0,81 oz) | 45 g (1,6 oz) | 45 g (1,6 oz) | 45 g (1,6 oz) | 45 g (1,6 oz) | 45 g (1,6 oz) | 7 g (0,25 oz) | | | | 9 g (0,32 oz) | |
| Priključki                  | Micro-USB cable or a serial cable with optional GPIO power connector | Micro-USB cable or a serial cable with optional GPIO power connector | Micro-USB cable or a serial cable with optional GPIO power connector | Micro-USB cable or a serial cable with optional GPIO power connector | Micro-USB cable or a serial cable with optional GPIO power connector | Micro-USB cable or a serial cable with optional GPIO power connector | Micro-USB cable or a serial cable with optional GPIO power connector | Micro-USB cable or a serial cable with optional GPIO power connector | Micro-USB cable or a serial cable with optional GPIO power connector | Micro-USB cable or a serial cable with optional GPIO power connector | | | |
| Generacija                  | 1 | 1 + | 1 | 1 + | 2 | 2 ver 1.2 | 3 | 1 | 3 | 3 lite | PCB ver 1.2 | PCB ver 1.3 | W (Wireless) |
| Tip                         | Model A | Model A | Model B | Model B | Model B | Model B | Model B | Compute Module* | Compute Module* | Compute Module* | Zero | Zero | Zero |

### General purpose input-output (GPIO) priključek
Raspberry Pi 1 A+ B+, Raspberry Pi 2 B, Raspberry Pi 3 B in Raspberry Pi Zero (in Zero W) imajo 40 GPIO priključkov. Modela A in B imata samo 26 priključkov.
| GPIO#                                    | 2. funkcija | Pin# |  | Pin# | 2. funkcija | GPIO#  |
| ---------------------------------------- | ----------- | ---- |  | ---- | ----------- | ------ |
|                                          | +3.3 V      | 1    |  | 2    | +5 V        |        |
| 2                                        | SDA1 (I²C)  | 3    |  | 4    | +5 V        |        |
| 3                                        | SCL1 (I²C)  | 5    |  | 6    | GND         |        |
| 4                                        | GCLK        | 7    |  | 8    | TXD0 (UART) | 14     |
|                                          | GND         | 9    |  | 10   | RXD0 (UART) | 15     |
| 17                                       | GEN0        | 11   |  | 12   | GEN1        | 18     |
| 27                                       | GEN2        | 13   |  | 14   | GND         |        |
| 22                                       | GEN3        | 15   |  | 16   | GEN4        | 23     |
|                                          | +3.3 V      | 17   |  | 18   | GEN5        | 24     |
| 10                                       | MOSI (SPI)  | 19   |  | 20   | GND         |        |
| 9                                        | MISO (SPI)  | 21   |  | 22   | GEN6        | 25     |
| 11                                       | SCLK (SPI)  | 23   |  | 24   | CE0_N (SPI) | 8      |
|                                          | GND         | 25   |  | 26   | CE1_N (SPI) | 7      |
| (Raspberry Pi 1 A in B se tukaj končata) |             |      |  |      |             |        |
| EEPROM                                   | ID_SD       | 27   |  | 28   | ID_SC       | EEPROM |
| 5                                        | N/A         | 29   |  | 30   | GND         |        |
| 6                                        | N/A         | 31   |  | 32   |             | 12     |
| 13                                       | N/A         | 33   |  | 34   | GND         |        |
| 19                                       | N/A         | 35   |  | 36   | N/A         | 16     |
| 26                                       | N/A         | 37   |  | 38   | Digital IN  | 20     |
|                                          | GND         | 39   |  | 40   | Digital OUT | 21     |

Model B rev. 2 ima 8 dodatnih priključkov, ki ponujajo dostop do dodatnih 4. GPIO povezav.
| Funkcija | 2. funkcija | Pin# |  | Pin# | 2. funkcija | Funkcija |
| -------- | ----------- | ---- |  | ---- | ----------- | -------- |
| N/A      | +5 V        | 1    |  | 2    | +3.3 V      | N/A      |
| GPIO28   | GPIO_GEN7   | 3    |  | 4    | GPIO_GEN8   | GPIO29   |
| GPIO30   | GPIO_GEN9   | 5    |  | 6    | GPIO_GEN10  | GPIO31   |
| N/A      | GND         | 7    |  | 8    | GND         | N/A      |

## Programska oprema

### Operacijski sistemi
Na Raspberry Pi se uporablja predvsem Raspbian, različica sistema Debian osnovi Linux operacijskega sistema. Drugi operacijski sistemi, ki so na voljo prek uradne spletne strani so Ubuntu MATE, Snappy Ubuntu Core, Windows 10 IoT Core, RISC OS in specializiranih distribucij Kodi media centra.
Na računalniku Raspberry Pi lahko zaženete tudi mnoge druge operacijske sisteme.
Drugi operacijski sistemi (ne temeljijo na Linux)
- RISC OS Pi
- FreeBSD[55]
- NetBSD[56][57]
- Plan 9 iz Bell Labs[58][59] in Inferno[60] (beta)
- Windows 10 IoT Core – brezplačna izdaja Windows 10 za IoT (internet stvari), ki jih ponuja Microsoft, ki teče le na Raspberry Pi 2 in 3.[61]
- xv6[62]
- Haiku – je odprtokoden BeOS klon za Raspberry Pi.[63] Podprta sta le Raspberry Pi 2 in 3.[navedi vir]
- HelenOS – prenosni multiserver operacijski sistem. Ima osnovno Raspberry Pi podporo od različice 0.6.0[64]
- Genode OS Okvir – podpira Raspberry Pi platformo z različico 13.05[65]

Drugi operacijski sistemi (temeljijo na Linux)
- Xbian[66] – uporablja Kodi (včasih XBMC) odprtokoden digitalni media center
- openSUSE[67]
- Raspberry Pi Fedora Remix[68]
- Pidora,[69] druga Fedora predelava optimizirana za Raspberry Pi
- Gentoo Linux[70]
- Diet Pi, vključuje različne vrste strežnikov[71]
- CentOS za Raspberry Pi 2 ali več
- RedSleeve za Raspberry Pi 1
- Slackware ARM – version 13.37 and later runs on the Raspberry Pi without modification.[72][73][74][75] The 128–496 MB of available memory on the Raspberry Pi is at least twice the minimum requirement of 64 MB needed to run Slackware Linux on an ARM or i386 system.[76] (Whereas the majority of Linux systems boot into a graphical user interface, Slackware's default user environment is the textual shell / command line interface.[77]) The Fluxbox window manager running under the X Window System requires an additional 48 MB of RAM.[78]
- Moebius[79] – is a light ARM HF distribution based on Debian. It uses Raspbian repository, but it fits in a 128 MB SD card.[80] It has only minimal services and its memory use is optimized to be small.
- OpenWrt – is primarily used on embedded devices to route network traffic.
- Kali Linux – is a Debian-derived distro designed for digital forensics and penetration testing.
- Pardus ARM[81] – is a Debian-based operating system which is the light version of the Pardus (operating system).
- Instant WebKiosk – is an operating system for digital signage purposes (web and media views).
- Ark OS – is designed for website and email self-hosting.
- ROKOS[82] – is a Raspbian-based operating system with integrated clients for the Bitcoin and OKCash cryptocurrencies.
- MinePeon – is a dedicated operating system for mining cryptocurrency.
- Kano OS[83]
- Nard SDK[84] – is a software development kit (SDK) for industrial embedded systems.
- Sailfish OS with Raspberry Pi 2 (due to use ARM Cortex-A7 CPU; Raspberry Pi 1 uses different ARMv6 architecture and Sailfish requires ARMv7.)[85]
- Tiny Core Linux – a minimal Linux operating system focused on providing a base system using BusyBox and FLTK. Designed to run primarily in RAM.
- IPFire – is a dedicated firewall/router distribution for the protection of a SOHO LAN; runs only on a Raspberry Pi 1; porting to the Raspberry Pi 2 is not planned for now.[86]
- Alpine Linux – is a Linux distribution based on musl and BusyBox, primarily designed for "power users who appreciate security, simplicity and resource efficiency".
- Void Linux – a rolling release Linux distribution which was designed and implemented from scratch, provides images based on musl or glibc.
- Tingbot OS[87] – temelji na Raspbian, oblikovan kot Tingbot dodatek in za zaganjanje Tide aplikacij.[88]
- WTware for Raspberry Pi[89] za Raspberry Pi 2 in 3.
- Fedora 25 – podpira Raspberry Pi 2 in več
- Media center operacijski sistemi: OpenELEC, LibreELEC, Xbian, Rasplex
- Audio operacijski sistemi : Volumio, Pimusicbox, Runeaudio, moOdeaudio
- Retrogaming operacijski sistemi: Retropie, Recalbox, Happi Game Center, Lakka, ChameleonPi, Piplay